# Роенок (Іллінойс)
Роенок (англ. Roanoke) — селище (англ. village) в США, в окрузі Вудфорд штату Іллінойс. Населення — 1960 осіб (2020).

## Географія
Роенок розташований за координатами 40°47′52″ пн. ш. 89°12′7″ зх. д. / 40.79778° пн. ш. 89.20194° зх. д. (40.797832, -89.201813).  За даними Бюро перепису населення США в 2010 році селище мало площу 2,49 км², з яких 2,39 км² — суходіл та 0,09 км² — водойми.

## Демографія
Згідно з переписом 2010 року, у селищі мешкало 2065 осіб у 821 домогосподарстві у складі 570 родин. Густота населення становила 830 осіб/км².  Було 867 помешкань (349/км²).
Расовий склад населення:
| - 98,4 % — білих - 0,6 % — чорних або афроамериканців - 0,5 % — корінних американців |

До двох чи більше рас належало 0,4 %. Частка іспаномовних становила 1,1 % від усіх жителів.
За віковим діапазоном населення розподілялося таким чином: 24,3 % — особи молодші 18 років, 56,5 % — особи у віці 18—64 років, 19,2 % — особи у віці 65 років та старші. Медіана віку мешканця становила 41,0 року. На 100 осіб жіночої статі у селищі припадало 94,3 чоловіків;  на 100 жінок у віці від 18 років та старших — 88,9 чоловіків також старших 18 років.
Середній дохід на одне домашнє господарство  становив 75 880 доларів США (медіана — 54 122), а середній дохід на одну сім'ю — 88 709 доларів (медіана — 72 050). Медіана доходів становила 44 464 долари для чоловіків та 27 125 доларів для жінок. За межею бідності перебувало 2,9 % осіб, у тому числі 1,8 % дітей у віці до 18 років та 4,1 % осіб у віці 65 років та старших.
Цивільне працевлаштоване населення становило 1143 особи. Основні галузі зайнятості: освіта, охорона здоров'я та соціальна допомога — 23,0 %, роздрібна торгівля — 14,3 %, виробництво — 14,3 %.